# Leina (Saaremaa)
Koordinaten: 58° 17′ N, 22° 46′ O
Leina ist ein Dorf (estnisch küla) auf der größten estnischen Insel Saaremaa. Es gehört zur Landgemeinde Saaremaa (bis 2017: Landgemeinde Pihtla) im Kreis Saare.
Das Dorf hat zwei Einwohner (Stand 31. Dezember 2011). Südlich des Dorfes liegt die Ostsee-Bucht Sutu (Sutu laht).